# Riserva naturale orientata Bosco di Favara e Bosco Granza
La riserva naturale orientata Bosco di Favara e Bosco Granza è un'area naturale protetta situata nei comuni di Aliminusa, Cerda, Montemaggiore Belsito e Sclafani Bagni, in provincia di Palermo. La riserva occupa complessivamente 2977,5 ettari (di cui 1884,12 appartenenti alla zona A e 1093,38 alla zona B) ed è stata istituita dalla Regione Sicilia nel 1997.

## Riferimenti geografici
I.G.M. - F. 259 I S.O.; 259 I S.E.; 259 II N.O; 259 II N.E.

## Geologia
Il territorio è costituito in prevalenza da facies arenacee associate a facies conglomeratico-arenacee del miocene inferiore - oligocene superiore.

## Bioclima
Termotipo mesomediterraneo in prevalenza e a quote più elevate il supramediterraneo subumido.

## Flora e funghi
Le aree meglio conservate sono quelle meno accessibili come i rilievi del Monte Soprana (1127 m s.l.m.).
Sono prevalenti i boschi di sughera e di roverella e leccio, i rami e i sassi sono coperti di licheni, che sono considerati oggi dei preziosi indicatori della qualità dell'aria in quanto sono organismi sensibili agli inquinamenti atmosferici poiché assorbono direttamente le sostanze a loro necessarie dall'atmosfera. Gli aspetti pre-forestali sono estesi, con prevalenza di specie spinose tra cui il pero mandorlino, lo sparzio spinoso, la ginestra di Cupani, il prugnolo e il biancospino, il rovo, la rosa canina e il pungitopo e il cardo dei lanaioli.
Sono anche presenti l'euforbia arborea, l'origano, il timo spinosetto, la menta poleggio, Mentha suaveolens, l'asfodelo mediterraneo, la ginestra, la ginestra dei carbonai, il citiso trifloro, il cisto, lo zafferano autunnale, il croco bianco, il ranuncolo favagello, il ciclamino primaverile, la clematide cirrosa, la Salvia sclarea, il frassino; non manca l'asparago spinoso e il finocchio selvatico, l'olivastro e la palma nana ed è presente ovunque l'Inula viscosa.
È presente il Pleurotus eryngii che a seconda di chi è simbionte cambia varietà ed è chiamato "funciu di fierra" (fungo di ferula) oppure "funciu di panicaut" cioè fungo dell'Eryngium, detto panicaut in francese.
È presente anche la tipica prateria di disa. È significativa la vegetazione di tipo palustre e lacustre insediata nello stagno di cozzo Bomes (833 m s.l.m.) il quale, pur subendo forti variazioni di livello idrico nel corso dell'anno, mantiene una parte centrale che non si prosciuga mai. La vegetazione acquatica, anche nei numerosi laghetti artificiali, è caratterizzata dal genere Ranunculus con tre diverse specie: il raro ranuncolo capillare, un ranuncolo acquatico con le foglie filiformi, il ranuncolo acquatico e il ranuncolo peltato; questi ultimi due presentano dimorfismo fogliare o eterofillia con foglie sommerse filamentose e foglie aeree laminate e lobate. Altre piante acquatiche sono la piantaggine acquatica, la brasca comune, troviamo anche la cannuccia di palude la tifa e la tamerice e altre piante della flora endemica della Sicilia.

## Fauna

### Mammiferi
Numerosi sono i mammiferi presenti nella Riserva.
- Tra gli artiodattili: da un po' di tempo anche nella riserva è stato avvistato il cinghiale e l'ibrido cinghia-maiale, arrivato dal vicino Parco delle Madonie dopo la sua reintroduzione.

In questo territorio viveva il daino come testimoniato dal nome del colle "Costa dei Daini" (810 m s.l.m.) fra Aliminusa Cerda e Sclafani.
- Tra i carnivori, della famiglia dei canidi la volpe, della famiglia dei mustelidi la martora e la donnola.
- Tra i lagomorfi la lepre appenninica, il coniglio selvatico.
- Tra gli eulipotifli il riccio, il mustiolo e la Crocidura siciliana.
- Tra i roditori l'istrice il quercino e il ghiro.

### Uccelli
L'avifauna è rappresentata da vari ordini:
- Tra i passeriformi: codibugnolo di Sicilia, ghiandaia, corvo, calandro, beccamoschino, storno nero, cincia, pettirosso, usignolo, merlo, strillozzo, sterpazzolina, tordo bottaccio, cappellaccia, cardellino.

- Tra i falconiformi: gheppio, falco cuculo, poiana, sparviere.

- Tra i strigiformi: assiolo, civetta, barbagianni.

- Tra i galliformi: coturnice siciliana, quaglia comune.

- Tra i Coraciiformi: upupa eurasiatica.

- Tra i Piciformi: picchio rosso.

- Tra i Columbiformes: colombaccio.

- Tra i Caradriiformi: beccaccia.

### Rettili
Passando ai rettili da segnalare:
- tra le lucertole la luscengola, l'orbettino italiano, la lucertola, il ramarro, il gongilo e il geco muraiolo,
- tra le tartarughe la testuggine di terra,
- serpenti come la Natrix helvetica sicula, il biacco e il saettone italiano.

### Anfibi
Tra gli anfibi il rospo smeraldino siciliano e la raganella italiana.

### Insetti
- Ordine Odonata: Ischnura elegans, Agrion virgo, Agrion haemorroidalis, Anax imperator, Aeshna cyanea, Libellula depressa, Sympetrum spp.
- Ordine Orthoptera: Chorthippus parallelus, Omocestus rufipes, Euthystira dispar, Oedipoda coerulescens, Sphingonotus coeruleus, Oediposa germanica, Calliptamus italicus, Anacridium aegyptium, Acrida ungarica, Barbitistes fischeri, Tettigonia viridissima, Decticus verrucivorus, Ephippiger provincíalis, Gryllus campestris.
- Ordine Blattodea: Blatta orientalis, Periplaneta americana, Kalotermes flavicollis, Reticulitermes lucifugus
- Ordine Mantodea: Mantis religiosa, Ameles decolor, Iris oratoria, Empusa pennata.
- Ordine Hemiptera: Acanthosoma haemorroidale, Aethus flavicornis, Eurygaster testudinaria, Eurygaster maura, Aelia acuminata, Graphosoma italicum, Nezara viridula, Coreus marginatus, Chorosoma spp., Corizus spp., Phyrrhocoris apterus, Lygaeus spp., Reduvius personatus, Rhynocoris iracundus, Lygus pratensis, Calocoris spp., Miris striatus, Hydrometra stagnorum, Gerris lacustris, Notonecta glauca, Cicada orni, Tabicina haematodes, Centrotus cornutus, Cercopis vulnerata, Cicedella viridis, Aphis spp.
- Ordine Neuroptera: Myrleleon formicarius, Euroleon nostras, Libelloides longicornis

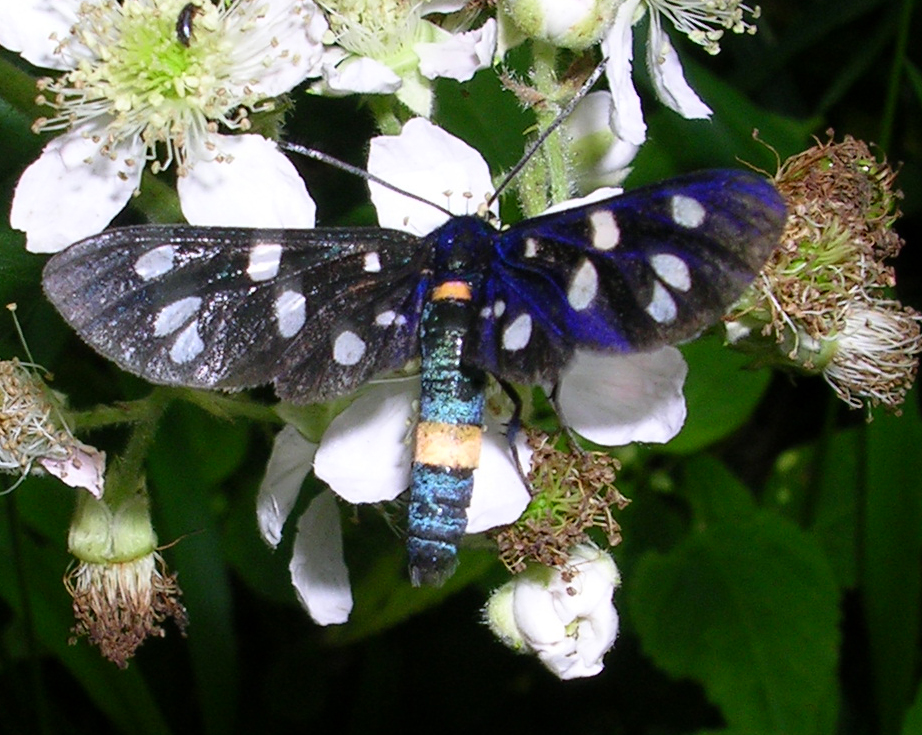
Amata phegea

- Ordine Lepidoptera: Amata phegea, Papilio machaon, Iphiclides podalirius, Aporia crataegi, Pieris brassicae, Colias croceus, Gonopteryx rhamni, Polygonia c-album, Vanessa cardui, Melanargia galathea, Melanargia pherusa, Pyronia tithonus, Fanarge aegeria, Lasiommata megera, Lycaena phlaeas, Thymelicus flavus, Zygaena spp., Agnus convolvuli, Acherontia atropos, Macroglossa stellatarum
- Ordine Diptera: Anopheles spp., Culex spp., Tabanus bovinus, Tilupa spp. , Thyridanthrax fenestratus, Bombylius spp., Syrphus spp., Eristalinus taeniops, Gymnochaeta viridis, Calliphora spp., Orthellia spp., Polietes spp., Lucilla caesar, Hippobosca equina.
- Ordine Hymenoptera: Diplolepis rosae, Cynips spp., Netelia spp., Apanteles glomeratus, Myrmilla spp., Megascolia flavifrons, Scolia hirta, Messor barbara, Camponotus vagus, Sphex spp., Eumenes spp., Vespula vulgaris, Vespa crabro, Polistes gallicus, Hyplaeus spp., Andrena spp., Lasioglossum spp., Osmia ruta, Megachile spp., Apis mellifera, Anthophora spp., Xylocopa violacea, Bombus spp., Sceliphron spirifex, Sceliphron caementarium.
- Ordine Coleoptera: Cicindela campestris, Carabus nemoralis, Harpalus spp., Dromius spp., Hister spp., Staphylinus spp., Dorcus parallelipipedus, Geotrupes spp., Scarabaeus sacer, Scarabaeus semipunctatus, Copris hispanus, Oryctes nasicornis, Aphodius spp., Cetonia spp., Tropinota hirta, Capnodis spp., Anthaxia spp., Agriotes spp., Drilus flavescens, Trichodes spp., Lampyris noctiluca, Coccinellidae spp., Coccinella septempunctata, Psyllobora vigintiduopunctata, Tenebrio molitor, Blaps mucronata, Oedemera nobilis, Lytta vesicatoria, Cerambyx cerdo, Clytus spp., Strangalia spp., Liloceris spp., Crioceris asparagi, Chrysomela spp., Timarcha tenebricosa, Apion spp., Lixus spp., Pissodes spp., Otiorhynchus spp., Scolytus spp., Ips typographus.

### Crostacei
Nello stagno di Bomes sono presenti vari crostacei come il Chirocephalus diaphanus e i Copepodi calanoidi